# 兴安街道 (乌兰浩特市)
兴安街道，是中华人民共和国内蒙古自治区兴安盟乌兰浩特市下辖的一个乡镇级行政单位。

## 行政区划
兴安街道下辖以下地区：
富民社区、爱民社区、顺达社区、星光社区、兴民社区、华融社区和幸福社区。